# Sods Gesetz
Sods Gesetz (englisch: Sod’s Law) ist eine Lebensweisheit, die besagt, dass, wenn eine Sache schiefgehen kann, sie auch schiefgehen wird.
Die Phrase ist zum Teil abgeleitet von der umgangssprachlichen Bezeichnung an unlucky sod, „ein unglücklicher“ bzw. „glückloser Kamerad“.
Dieser Ausdruck wird im Vereinigten Königreich benutzt, während in Nordamerika der Begriff Murphys Gesetz populärer ist.

## Vergleich mit Murphys Gesetz
Sods Gesetz ähnelt Murphys Gesetz („Alles, was schiefgehen kann, wird auch schiefgehen“), geht jedoch noch weiter.
Begriffe wie „das Unglück wird auf den Einzelnen zugeschnitten werden“ und „Glück wird trotz der Aktionen des Individuums auftreten“ werden manchmal als Beispiele für Sods Gesetz angegeben.
Sods Gesetz würde sich auf die Formel „vom Schicksal verschaukelt“ herunterbrechen lassen.
Zieht man diese Aspekte in Betracht, kann hier auch von einer Ironie des Schicksals gesprochen werden.
Murphys Gesetz geht auf John Stapps Projekt MX981 zurück und ist optimistischer als Sods Gesetz: Es war eine Warnung an die Ingenieure und Teammitglieder, vorsichtig zu sein und sicherzustellen, dass alles berücksichtigt wurde, was ein Projekt gefährden könnte, und nicht auf den Zufall oder das Glück zu vertrauen.
Dem Statistiker David Hand vom Imperial College London zufolge ist Sod's law eine extreme Version von Murphy's law. Während Murphys Gesetz sagt, dass alles, was schiefgehen kann, wohl schiefgehen wird, sagt Sods Gesetz, dass alles mit dem schlimmstmöglichen Ergebnis schiefgehen wird. Hand nimmt an, dass Sods Gesetz eine Kombination des Gesetzes der wirklich großen Zahlen (law of truly large numbers) (Persi Diaconis und Frederick Mosteller) mit dem psychologischen Effekt der Stichprobenverzerrung ist.
Ersteres sagt, wir sollten erwarten, dass die Dinge jetzt und später schiefgehen werden. Der Letztere sagt, dass wir uns an die Dinge erinnern, die schiefgehen, aber die etlichen Momente vergessen, in denen nichts schiefgeht.

## Beispiele
- Vielleicht wäre dies ein besseres Beispiel für Sods Gesetz: „Wenn Sie eine Münze werfen, ist es umso wahrscheinlicher, dass Sie Kopf bekommen, je dringender Sie sich Zahl wünschen“—Richard Dawkins[4]
- „Ampeln werden rot, wenn du es eilig hast, und ein Computer stürzt ab, wenn Du ‚senden‘ drücken willst“—David Hand[3]
- „…ein Komponist wie Beethoven wird taub oder ein Drummer wie Rick Allen (Def Leppard) […] verliert seinen Arm“—David Hand[3]